# 18729 Potentino
18729 Potentino è un asteroide della fascia principale. Scoperto nel 1998, presenta un'orbita caratterizzata da un semiasse maggiore pari a 2,9333058 UA e da un'eccentricità di 0,0877415, inclinata di 3,44584° rispetto all'eclittica.